# Foissiat
Foissiat ist eine französische Gemeinde mit 2.024 Einwohnern (Stand 1. Januar 2022) im Département Ain in der Region Auvergne-Rhône-Alpes. Sie gehört zum Kanton Attignat im Arrondissement Bourg-en-Bresse.

## Geographie

### Lage
Foissiat liegt auf 220 m, etwa 19 Kilometer nördlich der Präfektur Bourg-en-Bresse und 27 Kilometer ostnordöstlich der Stadt Mâcon (Luftlinie). Die Gemeinde ist Teil der historischen Provinz Bresse. Nachbargemeinden von Foissiat sind Lescheroux und Cormoz im Norden, Pirajoux und Marboz im Osten, Bresse Vallons im Südosten, Malafretaz im Süden sowie Jayat im Westen.

### Topographie
Die Fläche des 40,36 km² großen Gemeindegebiets umfasst einen Teil der südlichen Bresse, einer besonders durch die Landwirtschaft geprägten Ebene zwischen dem Jura-Gebirge und dem Fluss Saône. Es wird von der Reyssouze im Westen begrenzt, die sich an dieser Stelle in einem breiten, bis zu 20 Meter in die Landschaft eingetieften Tal nordwärts schlängelt. Kleinere Bäche entspringen im Gemeindegebiet und entwässern es zur Reyssouze hin. An der nordwestlichen Gemeindegrenze verläuft das Flüsschen Bief d’Avignon. Im Norden der Gemeinde entspringt die Sane-Morte. Landwirtschaftliche Nutzung macht den Großteil der Landbedeckung aus (Felder mit etwa 35 %, Wiesen 24 %, sonstige 26 %) gefolgt von Wäldern mit 11 %, die sich vor allem im Osten der Gemeinde als kleine Waldstücke mit den landwirtschaftlichen Flächen abwechseln.

### Gemeindegliederung
Zu Foissiat gehören neben dem eigentlichen Ortskern auch viele, über die Ebene verteilte Weilersiedlungen und Gehöfte, darunter:
- Chamandre (218 m) und Grande Belle-Vavre (218 m) in der Nordostecke des Gemeindegebietes,
- Montclair (222 m) südöstlich des Dorfkerns,
- Les Orcières (210 m), Straßendorf an der D1a nach Montrevel-en-Bresse
- Basses Corcelles und Hautes Corcelles (196–213 m) am Rand einer Seenlandschaft im Reyssouze-Tal.

## Geschichte
Im Hochmittelalter erschien der Ort erstmals 925 in den Urkunden von Cluny als Fulciacense, auszusprechen Fusciacense. Eine eigene Pfarrei wurde 1250 erwähnt (Ecclesia de Foissia), zur selben Zeit bestand in Foissiat eine kleine Herrschaft als Lehnsgut der Herren von Bâgé. Die Schreibweise wandelte sich über Foyssiacus (1268), Foisiacus (1335), Foissiac (1563) schließlich zu Foyssiat (1656). Unter den Grafen von Savoyen als Landesherren im 14. Jahrhundert gelangte die Herrschaft in den Besitz der Familie La Baume, die es bis zur Französischen Revolution hielten. Mit dem Vertrag von Lyon wurde die gesamte Bresse 1601 Teil Frankreichs.
Von 1793 bis 2015 gehörte Foissiat zum Kanton Montrevel-en-Bresse.

### Bevölkerungsentwicklung
| Jahr                       | 1962 | 1968 | 1975 | 1982 | 1990 | 1999 | 2010 | 2021 |
| Einwohner                  | 1674 | 1515 | 1403 | 1466 | 1481 | 1562 | 1912 | 2014 |
| Quellen: Cassini und INSEE |      |      |      |      |      |      |      |      |

Mit 2024 Einwohnern (Stand 1. Januar 2022) gehört Foissiat zu den mittelgroßen Gemeinden des Départements Ain. Nachdem die Einwohnerzahl in der ersten Hälfte des 20. Jahrhunderts rückläufig war (1901 wurden noch 2541 Einwohner gezählt), wurde seit Mitte der 1990er Jahre wieder eine Bevölkerungszunahme verzeichnet. Die Ortsbewohner von Foissiat heißen auf Französisch Foissiati(e)s.

## Wirtschaft und Infrastruktur
Foissiat ist bis heute ein ganz durch die Landwirtschaft geprägtes Dorf. Es sind fast 100 Betriebe aktiv in verschiedenen Bereichen der Tierproduktion und Feldwirtschaft. Daneben gibt es verschiedene Betriebe des lokalen Kleingewerbes. Mittlerweile hat sich das Dorf auch zu einer Wohngemeinde entwickelt. Viele Erwerbstätige sind Wegpendler, die im Raum Bourg-en-Bresse ihrer Arbeit nachgehen.
Die Ortschaft liegt abseits der größeren Durchgangsstraßen an einer Departementsstraße, die von Montrevel-en-Bresse nach Saint-Amour im Jura führt. Ein dichtes Netz von Nebenstraßen verbindet den Ort mit den umliegenden Nachbardörfern. Der nächsten Autobahnanschlüsse an die A39 und A40 befinden sich in rund 13 bzw. 16 Kilometern Entfernung. Als Flughäfen in der Region kommen Lyon-St-Exupéry (102 km) und Genf (139 km) in Frage.

### Schulen
In Foissiat befindet sich eine staatliche école primaire (Grundschule mit eingegliederter Vorschule).

## Sehenswürdigkeiten
- Die Kirche Saint-Denys-et-Saint-Didier[2] aus dem 19. Jahrhundert ist im neugotischen Stil erbaut und ersetzte einen Vorgängerbau, dessen Überreste teilweise in das heutige Gebäude integriert sind.
- An der Reyssouze stehen seit dem Mittelalter in regelmäßigen Abständen Wassermühlen. Jeweils zur Hälfte auf dem Gebiet von Foissiat befinden sich die Moulin de la Vavre und Moulin Bruno(t). Die Ferme du Tiret (46° 22′ 2,3″ N, 5° 10′ 0,1″ O) am südlichen Dorfrand ist ein typisches Bressehaus mit sarazenischem Kamin und ist als monument historique klassifiziert.[6]
- Wasserturm

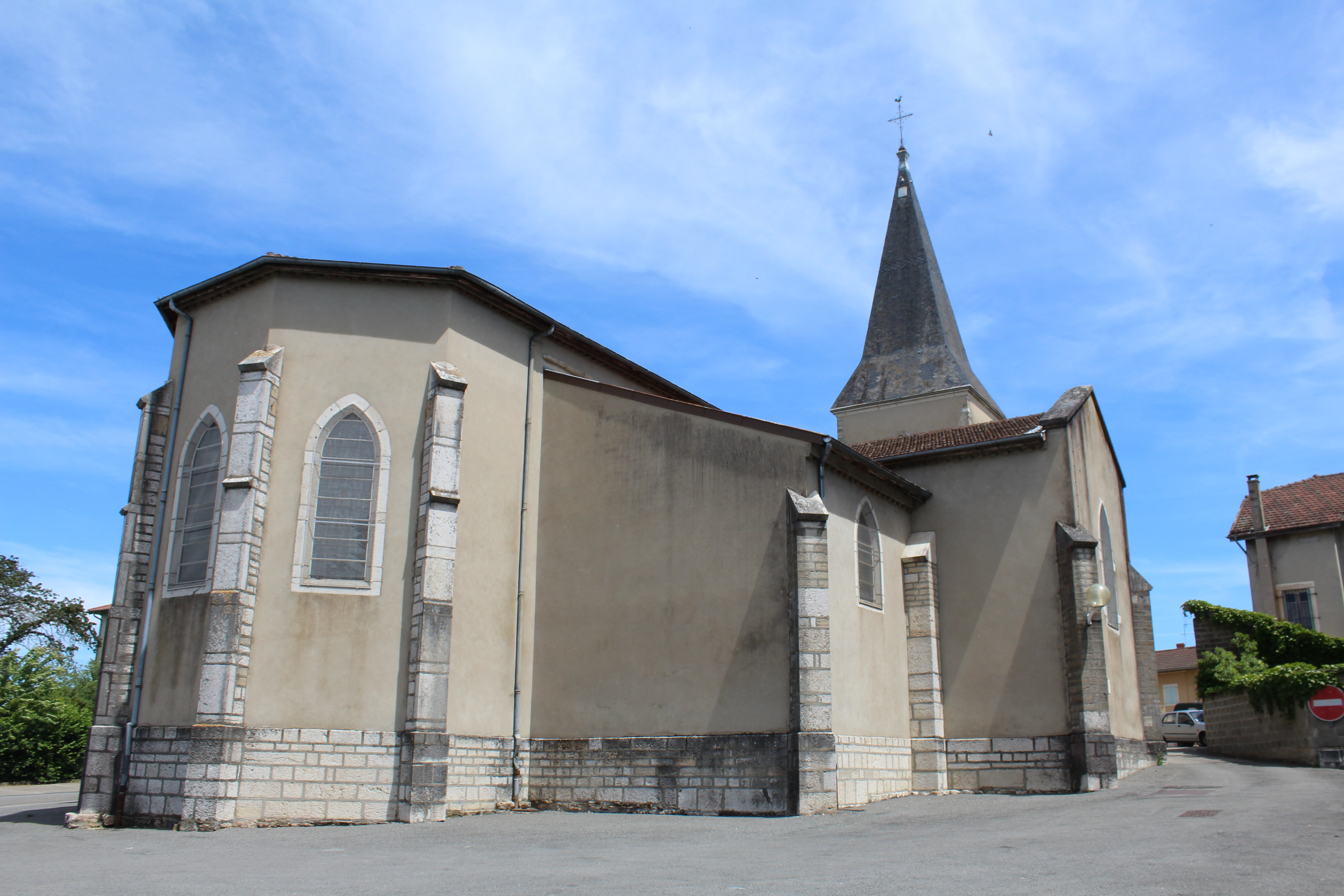
Kirche Saint-Denys-et-Saint-Didier
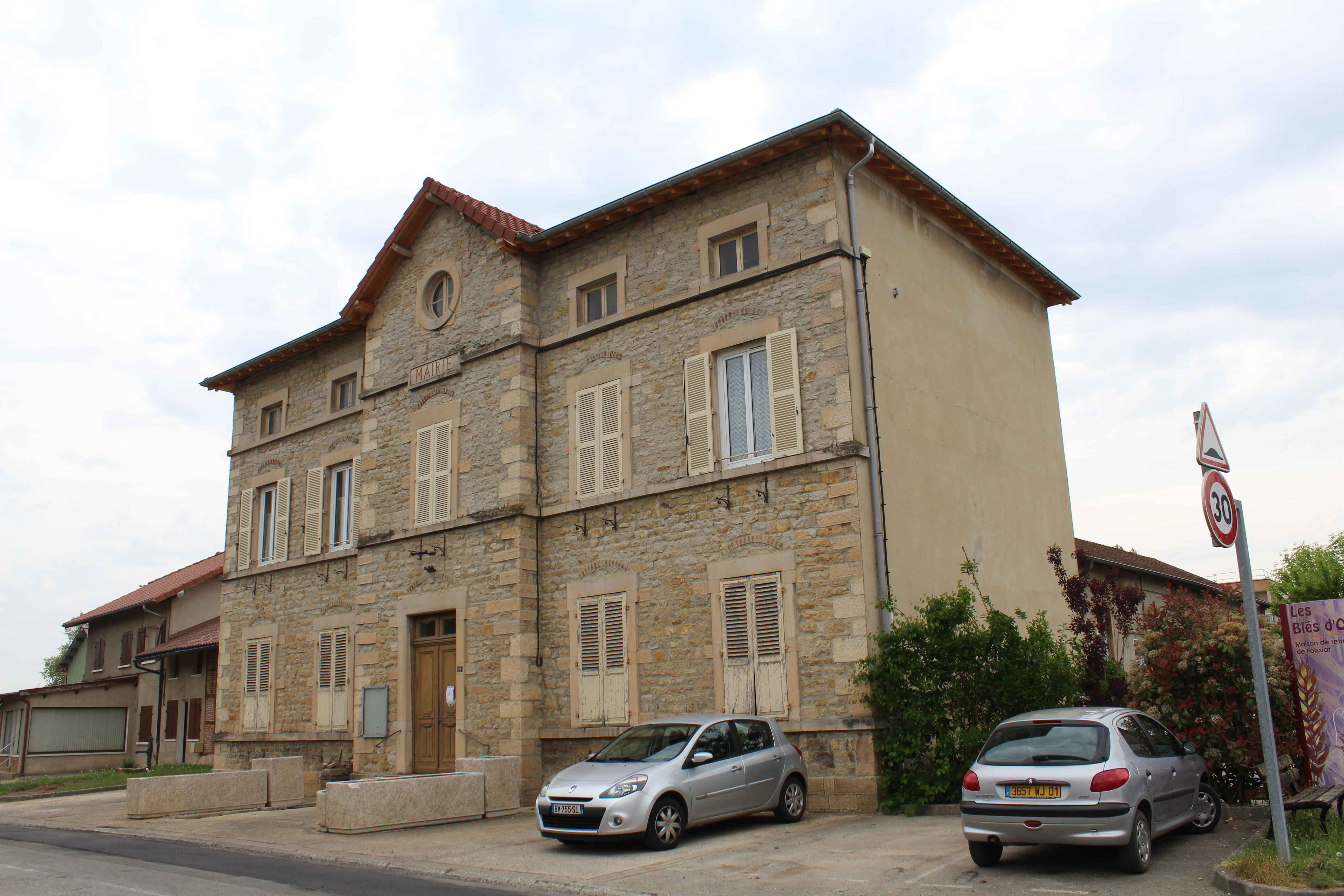
Ehemaliges Rathaus
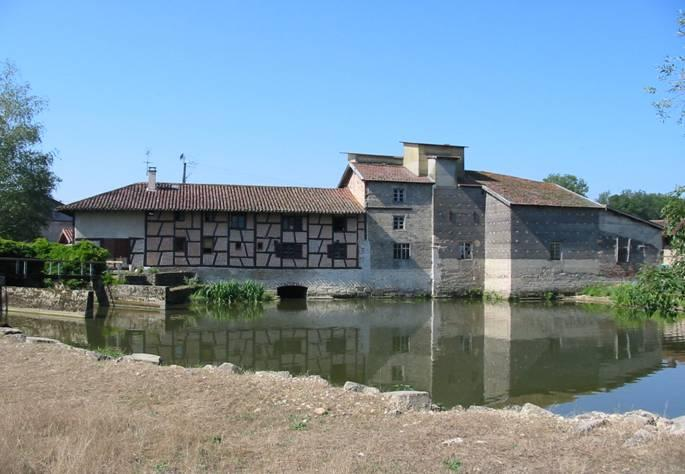
Die Mühle Brunot an der Reyssouze
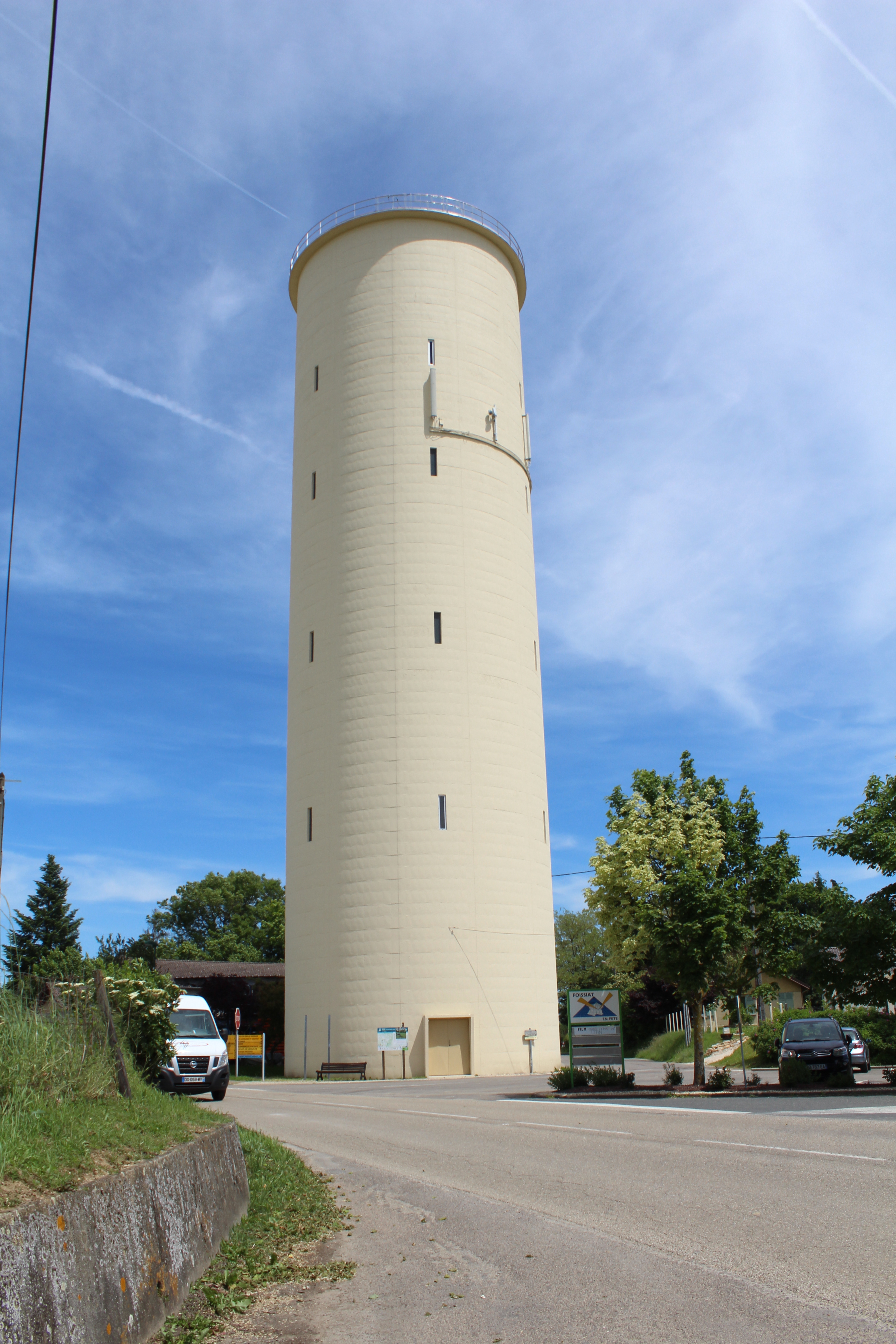
Wasserturm
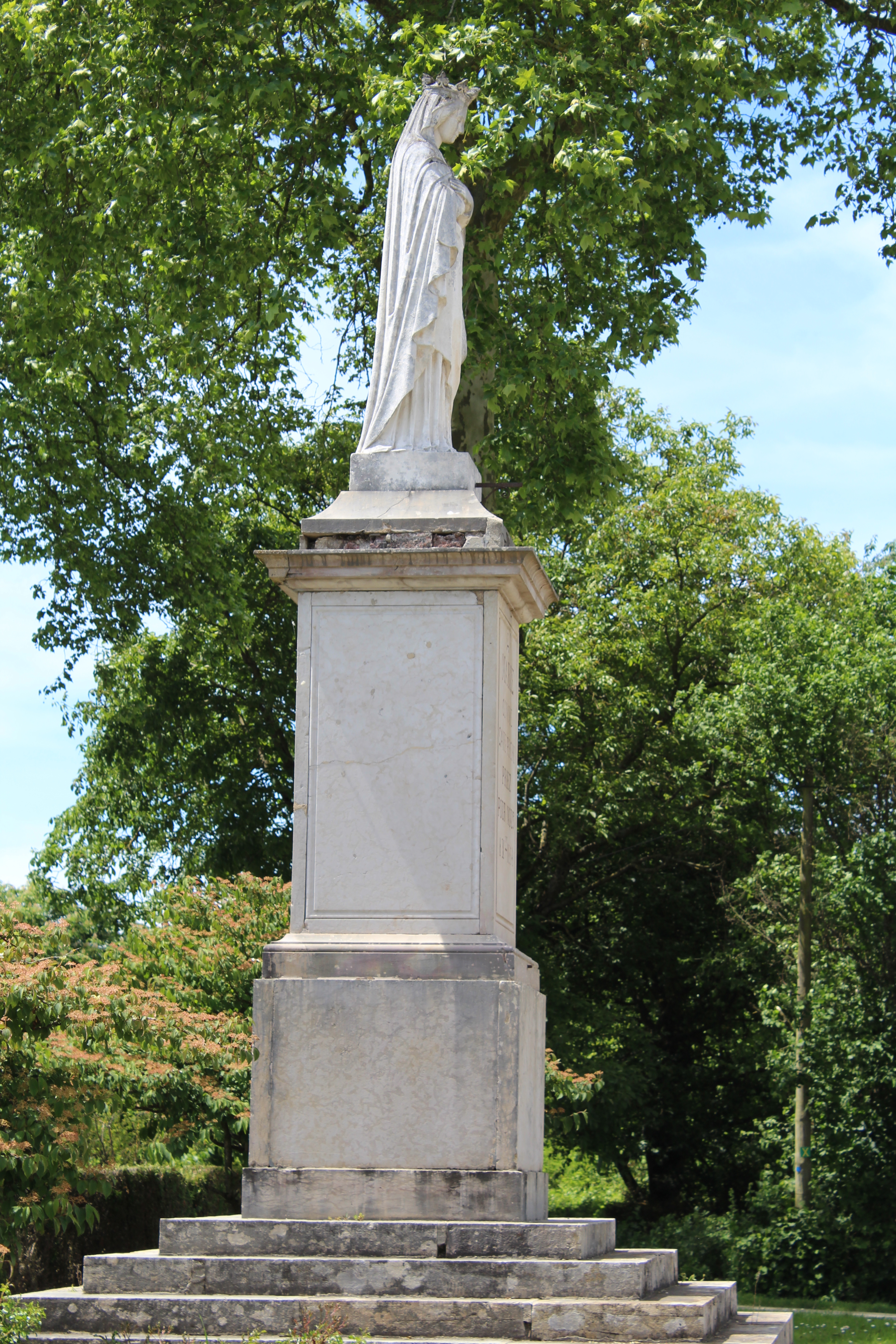
Marienstatue
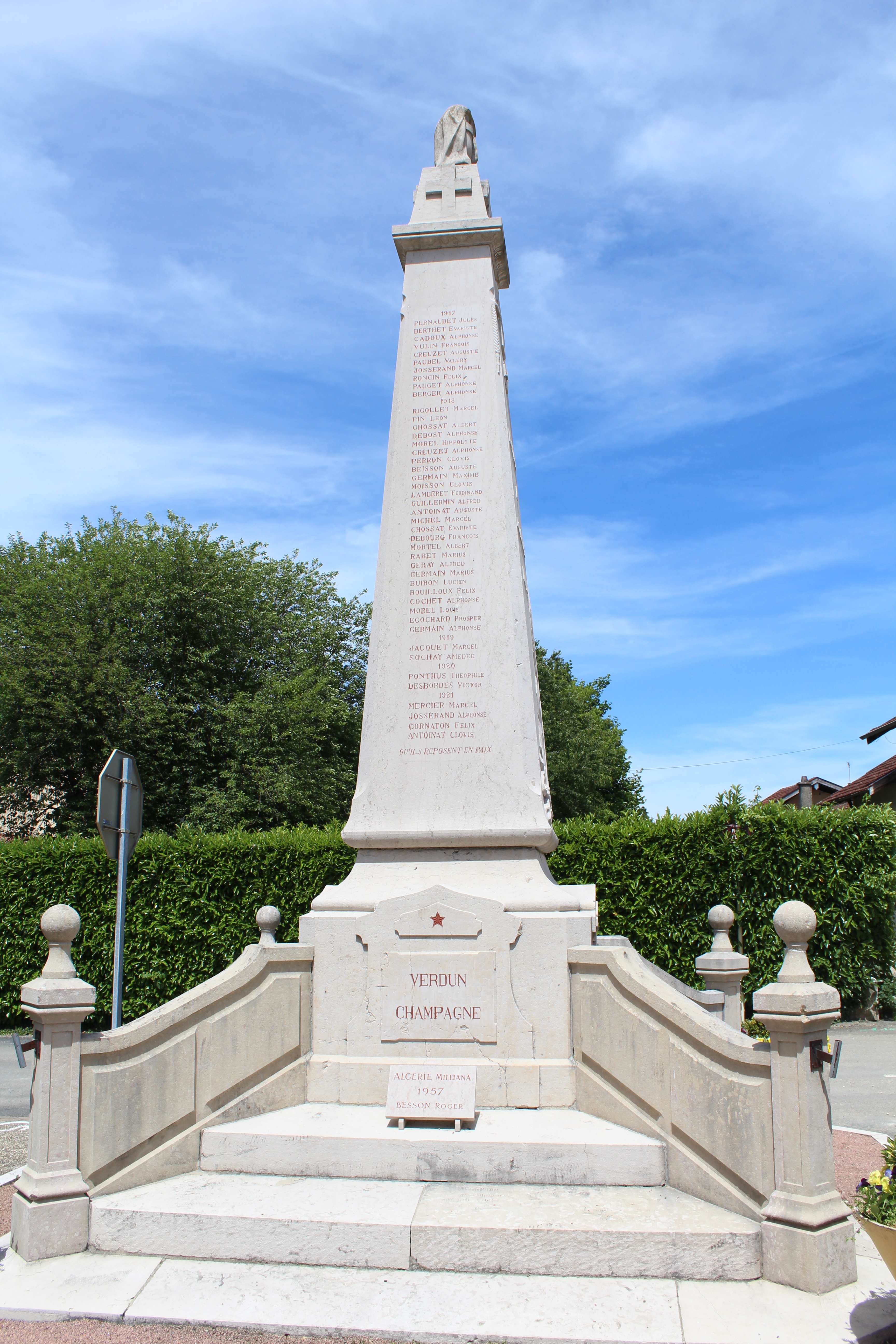
Gefallenendenkmal